# 이영식 (1874년)
이영식(李永植, 1874년 음력 9월 29일 ~ ?)은 대한제국과 일제강점기 초기의 관료이다.

## 생애
1895년에 개항지 중 하나인 함경남도 원산항에 개설된 원산항일본공립소학교에 입학하여 수학하였다. 이듬해인 1896년에는 일본으로 견습을 가게 되었다. 일본의 대표적인 해운 회사 중 하나인 일본우선에 파견되어 견습하였다.
이영식은 일본우선 근무를 거쳐 1899년에는 일본 도쿄에서 교사로 근무하는 등 개화기에 일찍부터 일본 문물을 익히게 되었다. 1904년 러일 전쟁이 발발하자 일본군을 맞기 위한 접응위원에 임명되면서 관계에도 들어섰다.
1905년에 러시아와의 국경 지대로서 전쟁 수행을 위해서는 지역민의 도움이 필요한 지역인 함경북도 종성군 군수로 발탁되어, 일본군의 러일 전쟁 승리에 도움을 주었다. 1906년에는 정3품으로 승급하는 등 빠른 속도로 승진했다.
1910년 한일 병합 조약 체결로 조선총독부 관리로 이동하였고, 함경북도 경흥군 군수가 되었다. 경흥군수이던 1911년을 기준으로 정7위 훈4등에 서위되어 있었다.
2008년 민족문제연구소가 발표한 친일인명사전 수록예정자 명단 중 관료 부문에 포함되었다.

## 참고자료
- 이영식(李永植) - 국사편찬위원회